# Carla Esparza
Carla Kristen Esparza, född 10 oktober 1987 i Torrance, är en amerikansk MMA-utövare som sedan 2014 tävlar i organisationen Ultimate Fighting Championship där hon mellan december 2014 och mars 2015 var mästare i stråvikt.